# Occidryas duncani
Occidryas duncani är en fjärilsart som beskrevs av Gunder 1934. Occidryas duncani ingår i släktet Occidryas och familjen praktfjärilar. Inga underarter finns listade i Catalogue of Life.